# Magomied Jusupow
Magomied Jusupowicz Jusupow (ros. Магомед Юсупович Юсупов, ur. 25 listopada 1935, zm. 11 stycznia 2018) – radziecki polityk narodowości awarskiej.

## Życiorys
Od 1957 pracował w Państwowym Komitecie Planowania (Gospłanie) Dagestańskiej ASRR, od 1959 należał do KPZR, od 1966 był funkcjonariuszem partyjnym, m.in. w latach 1975-1978 sekretarzem Dagestańskiego Komitetu Obwodowego KPZR. Od 1978 do maja 1983 przewodniczący Rady Ministrów Dagestańskiej ASRR, od 24 maja 1983 do 6 marca 1990 I sekretarz Dagestańskiego Komitetu Obwodowego KPZR, 1986-1990 członek KC KPZR, 1990-1991 zastępca przewodniczącego Gospłanu RFSRR. Deputowany do Rady Najwyższej ZSRR 10 i 11 kadencji, deputowany ludowy ZSRR.

## Odznaczenia
- Order Lenina (dwukrotnie)
- Order Czerwonego Sztandaru Pracy
- Order „Znak Honoru”
- Order Zasług dla Republiki Dagestanu
- Medal 850-lecia Moskwy

I inne medale.